# Element SECIS
En biologia, l'Element SECIS (de l'anglès, SECIS: selenocysteine insertion sequence) és un motiu estructural (o seqüència de nucleòtids) de l'ARN missatger que fa que, davant la presència d'un codó UGA, la cèl·lula insereixi una selenocisteïna a la seqüència proteica que s'estigui traduint. El codó UGA, sense la presència de l'Element SECIS, fa que s'aturi la traducció.
En Eubacteria l'Element SECIS es troba poc després del codó UGA. En canvi, en archea i eucariotes, aquest element es troba en el segment 3'UTR de l'ARN missatger i pot afectar, en aquest cas, a més d'un codó UGA.
L'element SECIS està definit per unes seqüències característiques (nucleòtids situats en llocs concrets) i per una característica estructura secundària. Aquesta estructura secundària és fruit de l'aparellament de bases de l'ARN missatger. En eucariotes, l'element SECIS conté aparellament de bases no canònics A-G, gens comuns en la natura i que són crítics per a la funció d'aquest element.
En el camp de la bioinformàtica s'han desenvolupat molts programes per buscar l'element SECIS en les seqüències del genoma. Aquests programes se solen fer servir per identificar selenoproteïnes.